# Naturgenopretning
Naturgenopretning er betegnelsen for et fysisk indgreb i landskabet som genskaber en tidligere naturtilstand på en given lokalitet. Der kan f.eks. være tale om at genskabe drænede vådområder, søer eller opdyrkede overdrev. Betegnelsen kan også bruges om skovrejsning eftersom arealerne i Danmark de fleste steder tidligere havde skovkarakter. Også i mindre skala kan man tale om naturgenopretning, f.eks. ved genskabelse af små vandhuller. 
Naturgenopretning kan være ret bekostelig, eftersom Danmark er et af de mest intensivt opdyrkede lande i den vestlige verden med en naturarealandel på ca. 24 % (2015). Langt størstedelen af de dyrkbare landområder er inddraget til intensiv udnyttelse i form af gartneri eller landbrug, og det bliver næsten altid nødvendigt at foretage en række kraftige ændringer af arealernes tilstand i forbindelse med naturgenopretning. Dertil kommer, at de nye naturarealer kun sjældent kan give et direkte økonomisk afkast efter omlægningen, og det indebærer i næsten alle de tilfælde, hvor landbrugsjord omlægges, at den intensive og ofte forurenende drift ophører. Et mindstemål vil i mange tilfælde være, at dræn i jorden bliver blokeret eller fjernet. Det genskaber en (mere) naturlig, hydrologisk tilstand. 
Ved planlægning af en naturgenopretning indgår der derfor en afvejning af udbyttetabet over for de indirekte goder for samfundet. Når naturgenopretningen bliver gennemført, er fordelene dog ofte meget store: nedsat forurening, CO2binding, beskyttelse af grundvand/drikkevand, højere biodiversitet, bedre jagt, større herlighedsværdier og et godt friluftsliv. På den måde kan der argumenteres for, at naturgenopretning har væsentlige, sundhedsmæssige fordele, og Danmark har haft en egentlig naturgenopretningspolitik siden 1989. Skiftende regeringer har prioriteret indsatsen forskelligt, men der er enighed om, at der stadig er et meget stort behov for naturgenopretning. Uenigheden består dels i en diskussion af tempo og omfang af naturgenopretningen, og dels i en strid om, hvor man mest fordelagtigt kan sætte ind med naturgenopretning efter princippet "mest natur for pengene".